# Liste der Monuments historiques in Bègues
Die Liste der Monuments historiques in Bègues führt die Monuments historiques in der französischen Gemeinde Bègues auf.

## Liste der Bauwerke
| Bezeichnung       | Beschreibung              | Standort | Kennzeichnung | Schutzstatus | Datum | Bild           |
| ----------------- | ------------------------- | -------- | ------------- | ------------ | ----- | -------------- |
| Kirche St-Aignan  | Erbaut im 15. Jahrhundert | (Lage)   | PA00092986    | Inscrit      | 1970  | weitere Bilder |
| Viaduc de Neuvial | Viadukt, erbaut 1869      | (Lage)   | PA00093424    | Inscrit      | 1965  | weitere Bilder |
| Viaduc de Rouzat  | Viadukt, erbaut 1869      | (Lage)   | PA00092987    | Inscrit      | 1965  | weitere Bilder |

## Liste der Objekte
| Bezeichnung                                             | Beschreibung                                           | Standort                            | Kennzeichnung | Schutzstatus | Datum | Bild           |
| ------------------------------------------------------- | ------------------------------------------------------ | ----------------------------------- | ------------- | ------------ | ----- | -------------- |
| Skulptur des heiligen Martin (Foto in der Base Palissy) | Holz                                                   | in der Kirche St-Aignan (Lage)      | PM03001402    | Inscrit      | 1982  |                |
| Skulptur Madonna mit Kind                               | Holz, polychrom gefasst und vergoldet, 18. Jahrhundert | in der Kirche St-Aignan (Lage)      | PM03001400    | Inscrit      | 1982  | weitere Bilder |
| Christus am Kreuz                                       |                                                        | in der Kirche Sainte-Trinité (Lage) | PM03001401    | Inscrit      | 1982  |                |